# Suphalomitus serratus
Suphalomitus serratus är en insektsart som beskrevs av Fraser 1922. Suphalomitus serratus ingår i släktet Suphalomitus och familjen fjärilsländor. Inga underarter finns listade i Catalogue of Life.